# Kościół św. Szymona i św. Judy Tadeusza w Starym Targu
Kościół świętego Szymona i świętego Judy Tadeusza – rzymskokatolicki kościół parafialny należący do parafii pod tym samym wezwaniem (dekanat Sztum diecezji elbląskiej).
Pierwsza drewniana świątynia została wzniesiona razem z lokacją wsi (lata 1271–1276 lub 1294). Kolejna, murowana, powstała w 1624 roku. Do dziś zachowała się z niego tylko dolna część wieży o wysokości 15 metrów (ok. 1325 lub 1414–1432). W czasie drugiej wojny szwedzkiej żołnierze Karola X Gustawa kościół ograbili, a później uszkodzili. W 1905 roku świątynia została rozebrana, aby na jej miejscu powstała bardziej okazała, a już po roku został poświęcony nowy kościół. Powstała budowla otrzymała cechy stylu neobarokowego, widoczne zwłaszcza w kształtach szczytów i dachu hełmowym wieży.
Do dziś przetrwało zabytkowe wyposażenie w stylach: barokowym i rokokowym. Szczególnie ważne są ołtarze: główny (z początku XVIII wieku) i mariacki (z XVII wieku). Spośród nagrobków można wyróżnić płytę z 1581 roku Anzelma Rabego z Waplewa Wielkiego oraz jego małżonki Justyny Reitein. Do innych elementów wyposażenia należą m.in. granitowa kropielnica i drewniana skarbonka z 1696 roku.